# Европске вијести (Кина)
Европске вијести оригиналног назива Nouvelles d'Europe(кинески назив: 欧洲时报)  је кинески лист који излази у Европи, а бави се вијестима и догађајима у Европи често из перспективе кинеске дијаспоре. Основан је 7. јануара 1983. године. Излазе у Француској и другим земљама Европе.